# Genforeningen i 1920
Genforeningen er den i Danmark anvendte betegnelse for Sønderjyllands (Nordslesvigs) overgang fra tysk til dansk herredømme 15. juni 1920.

## Baggrund
I første halvdel af 1800-tallet var der opstået en strid om, hvorvidt Slesvig var tysk eller dansk. Sprogligt set var området blandet mellem tysk, dansk og frisisk. Statsretligt set påpegede man fra dansk side, at hertugdømmet Slesvig var et gammelt dansk len, mens man fra tysk side var imod alle forsøg på at knytte Slesvig tættere til kongeriget. En deling af Slesvig havde allerede dengang været foreslået, men blev afvist af både den danske og tyske bevægelse i Slesvig.
Efter krigen i 1864 måtte det danske monarki afstå hertugdømmerne Slesvig, Holsten og Lauenburg til Preussen og Østrig. Slesvig blev administreret af Preussen, Holsten af Østrig. I 1866 udbrød der krig mellem de to tyske stormagter. Preussen vandt krigen, og Østrig måtte afstå sin del af byttet fra 1864 ved Pragfreden. Napoleon 3. af Frankrig fik dog indsat en bestemmelse om, at indbyggerne i Nordslesvig ved lejlighed kunne få lov til at stemme om, hvorvidt de ville høre til Danmark eller Preussen. Denne paragraf 5 blev efter aftale med Østrig ophævet af Preussen i 1879. Derefter var der umiddelbart intet håb om en ændring af det statslige tilhørsforhold. Ved Optant-konventionen i 1907 anerkendte Danmark endelig dette forhold.
I oktober 1918 var Tysklands militære nederlag i 1. verdenskrig en realitet. Samme år havde USA's præsident Woodrow Wilson fremlagt en 14-punkts fredsplan for Europa. Heri indgik blandt andet princippet om folkenes selvbestemmelsesret, dvs. at nationale mindretal skulle have ret til at afgøre hvilken stat, de ville tilhøre. Den sidste tyske regering før den tyske revolution i november 1918 forsøgte at klare grænseproblemet ved at tilbyde en afståelse af Haderslev Amt. Den danske regering afslog med den begrundelse, at man ville afvente en fredsaftale. Regeringen havde fra den dansksindede rigsdagsmand i den tyske rigsdag i Berlin, H. P. Hanssen Nørremølle, fået informationer om, at en ny tysk regering måske ville være villig til en større afståelse.

## Afstemningsreglerne
Versailles-freden i 1919 bestemte, at der skulle afholdes en folkeafstemning i Slesvig i to omgange, en i Nordslesvig og en i Mellemslesvig. De tyske myndigheder skulle rømme området indtil syd for linjen Slesvig-Husum, hvilket dog kun skete delvis i den sydlige del. En international kommission, Commission Internationale de Surveillance du Plebiscite Slesvig (CIS), bestående af medlemmer fra Frankrig, England, Norge og Sverige overtog administrationen, og franske tropper besatte området. Den internationale kommission planlagde og gennemførte afstemningerne i de to zoner.
Der var fire forskellige kategorier af stemmeberettigede:
1. Personer, der var såvel født som bosat inden for afstemningsområdet
2. Personer, som var født inden for, men bosat uden for området
3. Personer, der ikke var født i området, men havde været bosat i området siden før 1. januar 1900
4. Personer, der ikke var født i området, men havde boet i det før 1900 og var blevet udvist af de tyske myndigheder

Danskerne ønskede afstemningsurner for hver af de fire kategorier, men det blev afvist af CIS. I købstæderne var det dog muligt at udskille kategorien af tilrejsende.
- Tysk afstemningsplakat
- Afstemningsplakat på nordfrisisk (Oversættelse: Skal vi overlade dette smukke land til preusseren?)
- Dansk postkort fra 1920 (med Mor Danmark og den sønderjyske pige)

### Zoneinddelingen
Inddelingen i to zoner tog først og fremmest hensyn til det forventede flertal, men også økonomiske, militære og geografiske forhold.
Man vidste at området mellem Flensborg og Tønder var en overgangszone mellem dansk og tysk sindelag, som bl.a. svarede til den gamle grænse mellem dansk og tysk kirkesprog. Her gik også grænsen mellem dansk og tysk flertal ved valget til den nordtyske rigsdag i 1867, men omvendt af i dag, da Tønder primært havde tyske sympatier, men var dansktalende, hvorimod Flensborg var overvejende dansksindet, men tysktalende. (Valget gav også dansk flertal i Adelby, Hanved og Harreslev umiddelbart rundt om Flensborg og 96 % på det vestlige Før, men tysk flertal i Ravsted). Inden for denne overgangszone ville den kortest mulige linje gå fra Flensborg Fjord ved Kruså til vestkysten ved Siltoft.
Historikeren H.V. Clausen havde undersøgt forholdene og offentliggjort sit forslag (kaldet Clausenlinjen) allerede i 1891. Hans forslag til grænselinje fulgte de gamle sognegrænser (imidlertid var Slesvig-Holsten i den preussiske tid blevet inddelt i langt mindre kommuner, som typisk omfattede en enkelt landsby). Clausens linje endte vest for Frøslev, da han ikke ville komme med noget bud på Flensborgs tilhørsforhold.
I købstæderne Åbenrå og Sønderborg kunne der måske forventes tysk flertal, men da de lå dybt inde i Nordslesvig, ville det ikke komme på tale at give dem til Tyskland. Mere kontroversielt var det med Tønder og Højer, som lå tæt op ad zonegrænsen, og det var forventeligt at de ville stemme tysk. Zonegrænsen blev alligevel trukket syd om Højer landsogn, Tønder og Ubjerg, formentlig dels ud fra en forventning om at det kommende tyske mindretal ikke ville blive større end Danmark kunne bære og integrere, dels at grænsen fulgte det mest naturgivne forløb med de bredeste vandløb og engområder. Møgeltønder kunne forventes at stemme dansk, hvilket også blev tilfældet; derfor ville en grænse nord om Højer, syd om Møgeltønder og nord om Tønder have fået et ujævnt forløb, hvor Tønder var blevet lukket inde på tre sider, til skade for handelslivet. Den faktiske grænse 5 km syd for Tønder kom til at afskære Tønder fra en stor del af det sydlige opland (senere Sydtønder Amt).
Den største del af Hanved Sogn gik til zone 2, men landsbyen Frøslev, der traditionelt var mere dansksindet, kom til zone 1. Det store Bov Sogn blev delt mellem zone 1 og en lille del i zone 2 (kommunerne Kobbermølle og Nyhus). Da man efter afstemningen fastlagde den endelige grænse, blev der nogle steder taget hensyn til lokale landmænds ønsker, bl.a. ved Simondys og Vilmkær, hvor gården kom til at ligge i Danmark, men en del af jorderne i Tyskland.
Mest opmærksomhed var der om Flensborg, hvor udfaldet var usikkert. Byen havde tætte bånd nordpå, og man opfattede ofte Flensborg som Nordslesvig, men byens befolkningssammensætning havde ændret sig siden 1880'erne. Den sønderjyske politiker H.P. Hanssen har udtalt at Flensborg nok var Nordslesvig, men ikke det danske Nordslesvig.
Grænsen fulgte for en stor del åer, bl.a. Vidå, Rudbøl Sø, Gammelå og Skelbæk (som er opkaldt efter grænsen mellem Slogs og Kær herreder), og mod øst Kruså tunneldal, Nyhus Sø og Kruså.

### 1. zone
Den 1. zone var Nordslesvig, området som skulle komme til at ligge nord for den nuværende grænse. I denne zone stemtes der en bloc, dvs. flertallet i zonen som helhed blev afgørende. Reglen var til fordel for Danmark, da usikkerhed om Tønder og de små sogne langs grænsen kunne elimineres. Stormagterne ville på den måde kompensere Danmark for det sindelagsskifte fra dansk til tysk som kunne være opstået under den preussiske fortyskningspolitik. Men formålet var også at hele Nordslesvig skulle være udelt. En lang og fragmenteret grænselinje ville skabe dårlige vilkår for områdets økonomi og erhvervsliv og være vanskelig at bevogte og forsvare militært.

### 2. zone
2. zone omfattede Flensborg og en del af det område som før 1920 blev kaldt Mellemslesvig. Her skulle afstemningen gælde kommunevis, dvs. at eventuelle distrikter med dansk flertal kunne komme til Danmark.
Sproggrænsen gik for en stor dels vedkommende 10–15 km syd for grænsen mellem afstemningszone, idet 1. zone var baseret på dansk sindelag, ikke sprog. I landdistrikterne vest og sydvest for Flensborg blev sønderjysk talt af de fleste, både tysk- og dansksindede indbyggere, indtil 1950'erne. Clausen vurderede at sindelaget var altovervejende tysk. Sydgrænsen for 2. zone tog dog hensyn til dette sønderjyske sprogområde, som fik mulighed for at give sit ønske til kende ved afstemningen.
Afstemningen i 2. zone foregik den 14. marts 1920. Fra dagen før pågik der i den tyske hovedstad Berlin et forsøg på statskup, som skulle genindsætte kejsereren, det såkaldte Kappkup, men der er ikke belæg for at det skulle have påvirket afstemningsresultatet.

### 3. zone
En 3. zone, der gik ned til Slien og Dannevirke, var overraskende kommet med i det første udkast til fredstraktaten. Baggrunden var henvendelser fra den private danske gruppe Dannevirkebevægelsen. Efter en anmodning fra den danske rigsdag, der med 130 stemmer mod 24 udtalte, at man ikke ønskede en afstemningszone så langt mod syd, blev den 3. zone sløjfet fra den endelige traktat. Den nøjagtige grænse for 3. zone nåede aldrig at blive fastlagt.
Det sydligste Slesvig mellem Dannevirke-Slien og Ejderen er af nogle blevet betegnet "4. zone", men her var det aldrig på tale at afholde afstemning.

## Afstemningsresultat

### 1. zone
Afstemningen i Nordslesvig, i den såkaldte 1. zone, blev afholdt den 10. februar 1920. Der blev afgivet 101.652 stemmer (en valgdeltagelse på 91,5 %). 74,2 procent stemte for Danmark og 24,9 % procent for Tyskland.
Alle distrikter i Haderslev Amt havde dansk flertal.
Der var tysk flertal i Åbenrå (2224 danske, 2725 tyske) og Sønderborg (2029 danske, 2601 tyske), og i de to amter yderligere i distrikterne Stollig (76 danske, 85 tyske), Brunde (144 danske, 171 tyske), Gåskær (29 danske, 37 tyske), Vollerup (38 danske, 49 tyske), Lavtrup (39 danske, 50 tyske), Grøngrøft (17 danske, 21 tyske), Gråsten Gods (20 danske, 32 tyske) og Lyksborg Skovdistrikt (0 danske, 8 tyske).
Markant tysk flertal var der i Tønder (761 danske, 2504 tyske) og nogle distrikter vest og syd for byen: Højer (219 danske, 581 tyske), Frederikskog (4 danske, 40 tyske), Sæd (36 danske, 152 tyske) og Ubjerg (7 danske, 63 tyske).
Spredte distrikter i Tønder amt havde et større eller mindre tysk flertal: Rudbøl (57 danske, 60 tyske), Rudbølkog (13 danske, 19 tyske), Tved i Tønder Landsogn (17 danske, 25 tyske), Løjtved i Nørre Løgum Sogn (20 danske, 38 tyske), Bøgvad i Højst Sogn (10 danske, 31 tyske), Horns i Ravsted Sogn (10 danske, 11 tyske), Jejsing (101 danske, 140 tyske) og Solderup i Hostrup Sogn (36 danske, 51 tyske), Burkal (39 danske, 55 tyske), Lydersholm (9 danske, 25 tyske), Nolde (12 danske, 16 tyske), Bov (78 danske, 96 tyske), Jyndevad (62 danske, 68 tyske), Tinglev (169 danske, 300 tyske), Egebæk (20 danske, 36 tyske), Broderup (19 danske, 38 tyske), Stoltelund (71 danske, 92 tyske), Sofiedal (24 danske, 26 tyske), Bredevad (25 danske, 61 tyske), Hajstrupgård (2 danske, 6 tyske) og Duborg (11 danske, 25 tyske).
Af de i alt godt 111.000 stemmeberettigede udgjorde de tilrejsende omkring 28.000; heraf kom 16.638 rejsende til afstemningen nordfra og 11.609 sydfra. Ifølge en beregning i værket Valg mellem dansk og tysk fra 1976 af Aksel Lassen stemte 62 % af de tilrejsende dansk og 38 % tysk. Ca. 7.500 personer, der først var flyttet til området efter 1900 – overvejende tyske – kunne ikke deltage i afstemningen. Beregninger fra det midlertidige danske ministerium for sønderjyske anliggender i 1920 peger på at jernbanepersonale i stationsbyer, marinesoldater i Sønderborg og tjenestemænd i visse byer har bidraget til det tyske stemmetal. Beregningen anslog at dansk og tysk i Sønderborg og Åbenrå ville stå lige, og nogle landdistrikter ville skifte fra tysk til dansk flertal, hvis de tilrejsendes stemmer trækkes fra.

### 2. zone
I 2. zone stemte 12.800 eller 20 % for Danmark og 51.724 stemmer for Tyskland. I Flensborg by var den danske stemmeandel ca. 25 %. Ser man bort fra de tilrejsende, ville det danske stemmetal i Flensborg have været 28 %.
Tre små kommuner i 2. zone havde dansk flertal, nemlig Goting, Hedehusum og Yttersum på øen Førs vestlige halvdel, som havde tilhørt de kongerigske enklaver før 1864.

## Overgangstiden

### Flensborg-bevægelsen og påskekrisen
I Danmark var der stor glæde over foreningen med Nordslesvig. Men i nogle kredse var der utilfredshed med, at Flensborg ikke kom til Danmark. Man argumenterede med, at tilvandring havde ændret flertallet i byen, der endnu havde haft dansk flertal ved rigsdagsvalget i 1867, og at byen sammen med resten af Slesvig ikke dengang havde fået den folkeafstemning, Pragfredens paragraf fem havde lovet. Det blev også fremført at valgpressionen fra tysk side var langt stærkere i 2. zone end i 1. zone. Danskerne i 2. zone frygtede for deres fremtidige eksistens i Tyskland. Fra dansk side forberedte man derimod en ret liberal ordning for mindretallet nord for grænsen.
Borgerlige kredse var utilfredse med indsatsen for Sønderjylland fra den radikale danske regerings side (støttet af Socialdemokratiet). Regeringen gik med til at tyske tilflyttere til Sønderjylland efter 1864 skulle have stemmeret ved folkeafstemningen, endog hvis de senere var fraflyttet landsdelen. Mange mente at regeringen, især udenrigsminister Erik Scavenius, havde været for tyskvenlig og eftergivende over for tyske krav under første verdenskrig.
Visse dele af Socialdemokratiet havde været afvisende over for en genforening, da man ud fra socialismens internationalistiske principper ikke fandt det vigtigt, og man satsede mere på at bevare venskabet med den tyske arbejderbevægelse. I selve Sønderjylland var arbejderbevægelsen ikke stor, men overvejende tyskorienteret. Thorvald Stauning havde så sent som i 1919 afvist at samarbejde med den dansksindede del, Sønderjysk Arbejderforening. Socialdemokratiet havde afvist at deltage i en fordømmelse af de tyske krigsforbrydelser i Belgien, og Th. Stauning havde til en tysk avis udtalt at at Amerikas krig er kapitalismens krig, som forsinker freden. Arbejderbevægelsen var også blandet ind i en storpolitisk skandale med salg af tyske kul til Arbejdernes Fællesorganisations Brændselsforretning, som fik enorme fortjenester, men importen var reelt støttet af den tyske stat for at fremme tyskvenlig opinion i Danmark og hos de danske socialdemokrater. Via Arbejdernes Brændselsforretning gik tyske pengestrømme videre til bolsjevikkerne i den russiske revolution, i overensstemmelse med Tysklands mål om at destabilisere Rusland.
Flensborg-bevægelsens protester, en tilspidset politisk situation i København samt udbredt utilfredshed med regeringen i befolkningen førte til at kong Christian 10. krævede valg. Den radikale statsminister Zahle nægtede det, men bemærkede at kongen jo kunne afskedige ham. Kongen afskedigede ham prompte. Dette udløste Påskekrisen i 1920. Den afgående statsminister nægtede derefter at blive siddende i et forretningsministerium frem til valget, hvorfor landet var uden regering i et døgn indtil kongen havde udnævnt det midlertidige Liebe-ministerium. Der blev udskrevet folketingsvalg i april 1920. De Radikale tabte stort fra 21 til 12 %, Venstre gik frem fra 29 til 34 %, mens Socialdemokratiet og de Konservative havde beskeden fremgang. Der blev derefter dannet en Venstre-regering under Niels Neergaard.

### Grænsefastsættelse
Forhandlingerne om den endelige grænselinje trak ud på grund af alternative forslag om indlemmelse af grænsesognene syd for Tønder (især Aventoft, Sønder Løgum, Ladelund og Medelby), eventuelt den sydlige del af Bov sogn (Nyhus og Kobbermølle), samt de langt mere kontroversielle idéer om at indlemme Flensborg eller oprette en form for internationaliseret fristat eller allieret kontrolområde i 2. zone. Mange anså det for problematisk at grænsen mellem 1. og 2. zone ville splitte det store afvandingsområde syd for Tønder i to dele, ligesom byen ville miste sit sydlige opland.
Der var også praktiske forhold om indførelse af dansk valuta, leverancer af tysk kul og midlertidige toldgrænser for at hindre vare- og valutaspekulation.
Officielt stod den internationale kommission for afgørelserne. Reelt skulle mange spørgsmål afklares mellem kommissionen, de allierede, Danmark og Tyskland, men parterne måtte ikke officielt forhandle indbyrdes.
Der blev lavet udkast en tresidet traktat om overdragelsen, mellem Danmark, Tyskland og de allerede, men den faldt, da Tyskland ikke ville underskrive.

### Overdragelse
Den 29. april 1920 satte Christian Ludvig Lundbye på Danmarks vegne i Flensborg sit navn under den definitive aftale om genforeningen I maj 1920 overtog dansk militær kontrollen med Nordslesvig. I juni kom der dansk forvaltning, og kronen afløste den tyske mark.
Den 15. juni, på Valdemarsdag, blev området officielt forenet med Danmark som de sønderjyske landsdele.
Den 10. juli red Christian 10. over den gamle grænse på landevejen ved Frederikshøj mellem Kolding og Christiansfeld på sin "hvide" hest, hvor han også tog en lille pige op på hesten. Der er rejst en mindesten på stedet, hvor sønderjyderne modtog deres konge.
En stor genforeningsfest fandt sted dagen efter på Dybbøl Banke. Statsminister Niels Neergaard udtalte i sin tale bl.a. støtte til de danske syd for den nye grænse med ordene: "De skal ikke blive glemt!" Den 12. juli mødte Christian 10. ved et møde i Kruså de danske sydslesvigere.
Genforeningsdagen, 15. juni, og afstemningsdagen, 10. februar, fejres endnu af dansksindede i Sønderjylland.

## Statsretligt efterspil

### Grænsekommission og dansk-tysk traktat
Selv om Sønderjylland var blevet genforenet med Danmark den 15. juni 1920, var der fortsat en lang række uløste problemer. Blandt andet skulle grænsen fastlægges i detaljer. Det skete i løbet af efteråret 1920. I forbindelse med dette arbejde identificeredes en række praktiske emner. Dette førte til dansk-tyske forhandlinger, som mundede ud i den Dansk-tyske traktat af 1922.
Traktaten omfattede ikke mindretallenes forhold, da Danmark fandt det uheldigt at åbne for indblanding fra den tyske stats side, hvis man indgik en gensidig traktat herom. I stedet blev der afholdt dansk-tyske møder på embedsmandsplan, f.eks. om skoleforhold, gennem 1920'erne.

### Grundlovsændringen af 1920
Den danske grundlov fra 1915 fastlagde antal rigsdagsmedlemmer fra landsdelene i detaljer. Derfor måtte man ændre grundloven for at forholdet ikke skulle blive skævt. Grundlovsændringen var dog ikke en nødvendighed for genforeningen. Ved ændringen blev Folketinget udvidet fra 140 til 152 medlemmer, og landstinget fra 72 til højst 78 medlemmer. Samtidig blev der indført andre mindre ændringer. Folkeafstemningen om ændring af grundloven blev afholdt den 6. september 1920. 614.130 vælgere (96,9 %) stemte for, og 19.571 (3,1 %) imod. Til trods for det klare ja-flertal, gik forslaget kun igennem med en snæver margin, da grundloven krævede at mindst 45 % af alle stemmeberettigede stemte ja. Andelen som stemte for, var 47,6 % af de stemmeberettigede.

## Udvikling og økonomi efter 1920
Den danske stat investerede store midler i Sønderjylland. Målet var at integrere området og bringe det på højde med dansk niveau.
Nødpenge blev udstedt af kommunerne i hele Tyskland under og efter første verdenskrig. De sønderjyske nødpengesedler havde ofte nationale danske og/eller tyske motiver.
Reelt gik befolkningen over til dansk valuta i foråret 1919, hvilket skulle give store problemer indtil dansk valuta officielt blev indført den 20. maj 1920. Mens man afventede genforeningen, gik varehandlen og landbrugets afsætning stadig til Tyskland, og den tyske mark faldt voldsomt i værdi. Nationalbanken støttede de sønderjyske banker og sparekasser med lån.

### Landbrug
Landbruget gik en svær tid i møde, da man skulle omstille sig fra overvejende kornproduktion i den tyske tid til eksport af kød og smør. I Danmark var omstillingen sket samtidig med andelsbevægelsen i 1880'erne. Den danske andelsbevægelse havde også bredt sig til Sønderjylland, men stort set kun i form af andelsmejerier. I de første år efter 1920 blev der oprettet ni slagterier, heraf seks andelsslagterier.
Ved afslutningen af krigen håbede på en hurtig genforening. Mange sønderjyske landmænd omlagde deres lån fra tyske mark til kortvarige danske kronelån med høj rente. Indtil genforeningen kunne man stadig kun afsætte kreaturer og landbrugsprodukter på det tyske marked, hvor man fik betaling i tysk valuta, der hurtigt faldt i værdi. I stedet for hurtigst muligt at veksle til danske kroner, valgte mange at afvente situationen i håb om at den tyske mark igen ville stige. Nogle endte med en værdiløs opsparing i tyske mark og en stor gæld i danske kroner. De få heldige, som havde bevaret deres lån i tysk valuta, kunne se deres gæld forsvinde.
Kreditanstalt Vogelgesang, en kreditforening støttet af den tyske stat, blev oprettet i 1926 for at yde gunstige lån. Betingelserne kunne f.eks. være at låntagerne ikke havde flagstang (til dannebrog), havde børn i den tyske skole og deltog i dens arrangementer, deltog i tyske foreninger, i den tyske vælgerforenings møder og i tyske indsamlinger. Kreditanstalten gav snart underskud, fordi den lagde mere vægt på låntagernes sindelag end på kreditværdigheden. Under kriseårene opkøbte den et stort antal landbrug, flere end der kunne afsættes, da der ikke var nok tysksindede købere. Som modtræk kom i 1927 Foreningen Landeværnet, som skulle hjælpe med at holde landbrug på danske hænder. Den statslige Sønderjysk Hypoteklaanefond ydede lån til både dansk- og tysksindede sønderjyder.
I kriseårene 1931-35 kom hver niende gård i Sønderjylland på tvangsauktion, men kun 2,5 % af gårdene nord for Kongeåen. De socialdemokratiske regeringer under Stauning var afvisende over for landbrugets behov, hvilket førte til stærk opslutning i Sønderjylland til protestbevægelserne Landbrugernes Sammenslutning og Selvstyrebevægelsen. Ved siden af det tyske mindretals parti NSDAP-N havde også det danske nazistparti NSDAP sin højborg i Sønderjylland.

### Industri
I 1920 var den eneste industri af større betydning teglværkerne ved Flensborg Fjord med 800-1000 ansatte.
Genforeningen udløste i første omgang ikke nogen større industriel udvikling, bortset fra bl.a. Det Nordiske Kamgarnsspinderi i Sønderborg i 1921 og tekstilfabrikken Schaumann i Haderslev. Dansk Køleautomatik og Apparat-Fabrik (Danfoss) blev grundlagt i 1933, men først efter 2. Verdenskrig kom der vækst i jern- og maskinfabrikkerne, f.eks. også Brdr. Gram i Vojens, JF-Stoll i Sønderborg og andre.

### Veje
Den sønderjyske infrastruktur omkring genforeningen afspejlede at landsdelen var et udkantsområde i Preussen – et velfungerende landbrugssamfund, men uden fremadrettet udvikling. De lokale veje blev udbygget, svarende til strukturen med meget små kommuner. De overordnede veje blev ikke udbygget, da myndighederne frygtede at øge samfærdselen med Danmark.
Alt blev nedslidt under 1. verdenskrig, således at der var stor forskel på tilstanden lige før krigen og i 1920. Efter genforeningen skulle området moderniseres og opgraderes til forholdene i det øvrige land, men som i resten af Danmark måtte man også nedlægge ikke-rentabel infrastruktur. Syd for grænsen blev den samme udvikling i det store og hele først gennemført efter 1960.
I 1921-1933 blev der gennemført en sønderjysk vejplan med udbygning af 834 km stats- og amtsveje for 32,5 mio. kr. Diagonalvejene Åbenrå-Esbjerg, Tønder-Kolding og Kruså-Ribe og Åbenrå-Sønderborg blev påbegyndt i 1930’erne og fuldendt efter 2. Verdenskrig.
Rømødæmningen blev vedtaget i 1939 og bygget i 1940-1948. Den gamle pontonbro i Sønderborg blev i 1930 erstattet af Kong Christian den X's Bro.

### Færger
Jernbanefærgen Mommark-Fåborg blev indviet i 1922 (i dag Fynshav-Bøjden). Den overførte biler og godsvogne og udgjorde sammen med Nyborg-Ringe-Faaborg-banen en forbindelse mellem Sønderborg og Sjælland. Amtsbanerne på Als blev forlænget til færgelejet. Amtsbanen til Nordborg blev nedlagt i 1933, mens Mommark-banen blev opgraderet til normalspor.
Den gamle færgerute Årøsund-Assens blev genetableret 1920 som genvej mellem Haderslevområdet og Fyn. Den private rute var rentabel i de fleste perioder, men lukkede i 1972.

### Jernbaner
En jernbanekommission for Sønderjylland blev nedsat i 1920, hvilket førte til jernbaneloven af 1924. Formålet var at opgradere de sønderjyske baner, der for en stor del var spinkelt bygget og ikke vedligeholdt under krigen. Men i 1920'erne begyndte biltrafikken samtidig at gå ud over jernbanerne.
Haderslev Amts Jernbaner blev nedlagt i 1933-39. Linjeføringen egnede sig ikke til modernisering. Aabenraa Amts Jernbaner blev nedlagt i 1926. DSB anlagde i stedet Klosterbanen (Rødekro–Løgumkloster–Bredebro), som kun fungerede 1927–36; en skæbne som den sjællandske midtbane.
Tønder-Højer-banen var anlagt som forbindelse fra den tyske Marskbane til færgerne til Munkmarsk på Sild. Efter 1920 kom den vigtigste rute fra øen til fastlandet til at gå gennem Danmark. Trafikken med tyske badegæster fra Hamborg til Højer Sluse fortsatte. Fra 1922 slap de for visum og toldkontrol i plomberede transitvogne. Hindenburgdæmningen til Sild var et løfte fra den tyske regering til øboerne, såfremt de stemte tysk ved folkeafstemningen, og den blev indviet i 1927. Højerbanen blev til en lokalbane, som blev nedlagt for persontrafik i 1935.

### Skole
Ligesom meget andet i Sønderjylland var også skolegangen brudt sammen ved afslutningen af 1. verdenskrig, fordi lærere var indkaldt til krigstjeneste eller omkommet, og børn blev holdt hjemme på gårdene for at hjælpe med arbejdet, da mænd og karle også var i krig.
Efter genforeningen blev der vedtaget en skolelov for Sønderjylland, som tog særlige hensyn til landsdelens forhold. Den byggede på "grundtvigske" principper om national valgfrihed og forældredemokrati. Den danske stat ville undgå at skabe en tvang som kunne skabe modstand mod det danske. Der skulle oprettes tyske kommuneskoler hvis 20 % af forældrene stemte for det. En del af de tilbageværende tyske lærere, som ikke havde valgt at rejse til Tyskland, blev genansat og tilbudt kurser i dansk sprog og kultur. Ofte samarbejdede ældre tyske og nyuddannede danske lærere ved den enkelte skole. Små skoler med 1-2 lærere fik lov at fortsætte.
Forældrene fik større indflydelse end de havde i det gamle Danmark. Det kirkelige tilsyn med skolerne blev fjernet. De sønderjyske skolekommissioner blev valgt ved direkte valg i små distrikter, sognepræsten skulle ikke være født formand, og der var ingen sognerådsudpegede medlemmer. Skolekommissionerne skulle medvirke ved læreransættelser og undervisningsplaner. Amtsskolekonsulenter fik det overordnede tilsyn med skolerne, i modsætning til provsterne i landet nord for Kongeåen.
Der blev også indført tyskundervisning ved de danske kommuneskoler, hvilket ellers først blev tilbudt i det øvrige Danmark fra 1958. Den sønderjyske skoleordning indeholdt mange moderne principper, som senere blev en model for reformer i resten af Danmark.
Dansk gymnasieundervisning blev sikret med statsskoler i Åbenrå og Sønderborg. Tønder Seminarium, som stammede fra 1788, blev til dansk statsseminarium.

### Sygehuse
I den preussiske tid var der bygget sygehuse i Aabenraa 1891, Højer 1893, Sønderborg 1894, Løgumkloster 1894, Haderslev 1896 og Tønder 1898, som regel drevet af amt og by i fællesskab. Dertil kom marinelazarettet i Sønderborg fra 1911.
Højer Sygehus blev nedlagt ved genforeningen. Marinelazarettet blev i 1921 til Statshospitalet i Sønderborg (senere Landshospitalet), som modsat de andre statshospitaler ikke var et psykiatrisk sygehus, men det eneste statsejede sygehus ud over Rigshospitalet. De øvrige sygehuse blev overtaget af amterne.
Augustenborg Slot var kvindeseminarium i den preussiske tid. Det var dog stadig ejet af hertug Ernst Günther 2., som i 1921 solgte det til den danske stat. Den gamle psykiatriske institution for hertugdømmerne var Landesheilanstalt Schleswig (tidligere Daare- eller Sindssygeanstalten i Slesvig, Provinzial-Irren-Heil-und Pflegeanstalt m.v.), opført 1820 og tegnet af C.F. Hansen som en af de mest moderne anstalter for sin tid. I 1900 havde den plads til 900 patienter. Efter genforeningen manglede der et psykiatrisk sygehus i landsdelen. Augustenborg Statshospital blev oprettet i 1932.

### Kirke
I de fire købstæder blev der stillet tyske præster til rådighed inden for folkekirken. I landområderne blev tysk kirke organiseret af det tyske mindretal via Nordschleswigsche Gemeinde.
Umiddelbart efter genforeningen blev biskoppen i Ribe, Gabriel Koch, konstitueret for Sønderjylland, sammen med fem nye danske provster. Haderslev Stift blev oprettet i 1922, med historisk baggrund i Haderslev domkapitel, som var et særligt præsteseminarium og område med dansk kirkesprog under Slesvig Stift. Den vestlige del af Sønderjylland blev lagt til Ribe Stift, som også historisk var tilfældet, bortset fra Slogs Herred, der havde tilhørt Slesvig Stift.

### Administrative forhold
De tyske Kreise blev videreført som danske amter: Haderslev, Tønder, Åbenrå og Sønderborg amt. I 1932 blev de to sidste sammenlagt til Aabenraa-Sønderborg Amt. Ved folketingsvalg indgik alle amterne dog i Sønderjyllands Amtskreds, længe før Sønderjyllands Amt blev skabt i 1970.
For at lette overgangen fra tysk til dansk ret indrettede man en særlig Søndre Landsret i Sønderborg. I 1927 blev Sønderjylland underlagt Vestre Landsret, som dog har en afdeling i Sønderborg.
De meget små preussiske landkommuner (ca. 491 landkommuner i Nordslesvig i 1891) blev sammenlagt til danske sognekommuner.

### Forsvar
De preussiske myndigheder havde opført Haderslev kaserne (1887-88) med ca. 520 mand og Sønderborg kaserne (1905-07) med plads til 1500 mand samt marinestation, skibsartilleriskydeskole og marinehospital. Luftskibsbasen i Tønder blev færdig i 1915 og kunne rumme 600 soldater, ud over zeppelinerfaciliteterne, radiostation, fem jagerfly, vejrtjeneste, lyskastere, benzinlager m.v. På grund af genforeningen blev den ikke ramt af de allieredes påbud om at fjerne tyske militærinstallationer. Zeppelin- & Garnisonsmuseum Tønder er derfor den bedst bevarede i Europa. Under 1. verdenskrig anlagde Tyskland også Sikringsstilling Nord tværs over Nordslesvig.
Efter 1920 rykkede Sønderjysk Kommando ind på kasernerne i Sønderborg og Haderslev og zeppelinerbasen i Tønder. I 1923 blev kommandoen til 2. regiment i Sønderborg og Haderslev samt 7. regiments 2. bataljon i Tønder. I 1932 flyttede 13. bataljon (Slesvigske Fodregiment) fra Viborg til Haderslev. Sønderborg Kaserne lagde også hus til krigsinvalideskolen 1920-25, 2. regiments musikkorps 1920-53 (derefter i Haderslev) og sergentskolen fra 1926 til i dag. Tønder Kaserne blev opført 1935-36 og Søgaardlejren i 1937-39. Fodfolkspionerkommandoen i Tønder blev oprettet i 1938.

### Det tysk-danske Tønder
I Tønder var der tysk flertal i kommunalbestyrelsen indtil 1925 og tysk borgmester frem til 1937. Socialdemokratiet havde forholdt sig neutralt, da de i de fleste tilfælde blev valgt på en fælles dansk-tysk liste. Efter at en borgerlig fællesliste dannede valgforbund med socialdemokraterne i 1937, blev landsretssagfører Holger Jepsen den første dansksindede borgmester og derefter Johan Jessen Paulsen (1939–1970). Protokollen blev i begyndelsen kun ført på tysk, og indtil 1937 på begge sprog. Nogle opfattede byen som eksempel på pragmatisk samarbejde mellem danske og tyske.
Der var gadeskilte på begge sprog i Tønder og Højer, men de tyske blev fjernet i befrielsesdagene i 1945.
Projektet "Tidlig tysk på skemaet" i folkeskolen har betydet at elever siden 2015 lærer tysk fra 0. klasse i Tønder og 3. klasse i Åbenrå kommune. Senere er det indført i Sønderborg og delvis Haderslev kommune.

### Sønderjyske særløsninger
I Preussen havde man i 1874 flyttet personregistreringen (fødsel, navngivning og navneforandring) fra sognepræsten til kommunerne. Denne forskel findes den dag i dag mellem Sønderjylland og det øvrige Danmark. Sønderjyder fik derfor to separate attester i stedet for folkekirkens kombinerede fødsels- og dåbsattest (fra 2017 delvis afløst af personattesten). I den preussiske tid var kun borgerlig vielse retsgyldig (som stadig i Tyskland), men muligheden for kirkelig vielse blev genindført efter genforeningen.
Det preussiske matrikelsystem blev i det store og hele videreført som en dansk, statslig ordning. Ifølge lov om matrikelvæsenet i Sønderjylland fra 1920 skulle reglerne revideres i 1924-1925, men det blev ikke foretaget. Landsdelen blev forsynet med statsligt ansatte landinspektører i matrikeldirektoratet, senere Kort- og Matrikelstyrelsen og Geodatastyrelsens sønderjyske afdeling. Først fra 1983 begyndte man at arbejde på en harmonisering. I 1999 blev det tilladt at drive erhverv som privat landinspektør, ligesom i det øvrige Danmark, og i 2004 blev de sønderjyske statslandinspektører afskaffet. Nord for Kongeåen er systemet opbygget af sogn, ejerlav (underordnet stednavn), matrikelnummer og litra med bogstaver, f.eks. 12hq, Vejen by, Vejen [sogn]. Ved deling af en jordlod indsættes der i reglen bogstaver. I Sønderjylland bygger systemet på parcelnumre, hvor hver ejendoms gårdsplads, have, ager m.v. fik separate numre; nummeret er derfor længere, f.eks. 1646, Rødding by, Rødding. Ved deling af en jordlod blev der givet nye numre. Bogstavlitra er først kommet til senere. De gamle tyske skelmærker er ofte underjordiske, suppleret med nedgravede, lodrette drænrør eller flasker.
Et tredje særpræg fra den tyske tid er de frivillige brandværn, som består af på 50 brandstationer med 1300 frivillige, organiseret i Sønderjysk Frivillige Brandværnsforbund. Der findes også brandværnsorkestre.
Flække (tysk Flecken) var en status for småbyer mindre end købstæder, som eksisterede i Sønderjylland indtil kommunalreformen i 1970. Det omfattede Augustenborg, Christiansfeld, Højer, Løgumkloster og Nordborg. Begrebet stammer fra de tysktalende lande og blev også indført i hertugdømmerne Slesvig og Holsten i den danske tid. I det øvrige Danmark var den eneste flække Marstal på Ærø, som var en del af hertugdømmet Slesvig indtil 1864.

## Grænsekamp og mindretal
Weimarrepublikken anerkendte aldrig officielt 1920-grænsen, fordi den var en del af Versaillesfreden, men de facto var der god forståelse mellem den danske og tyske regering.
Anderledes var det på lokalt plan og i nationalistiske kredse i Tyskland. Det tyske mindretal opretholdt kravet om en grænserevision, for eksempel svarende til Tiedjelinjen. Grænsekampen blev således fortsat i Sønderjylland.
Det danske folkelige arbejde blev også organiseret. Allerede i 1920-21 blev tre danske folkehøjskoler grundlagt i Sønderjylland: Hoptrup, Rønshoved og Danebod Højskole. Der blev grundlagt foreninger og forsamlingshuse.

### Det tyske mindretal
I 1920 var der 7 tyske privatskoler, men i 1932 var antallet 30 tyske privatskoler og 28-29 kommuneskoler, hvilket steg helt frem til 1945. Tilslutningen til mindretallet voksede, hvilket også gav sig udslag i stemmetallet for Slesvigsk Parti. Partiet blev i 1935 en del af den nazistiske bevægelse (NSDAP-N, hvor N stod for Nordschleswig).
Deutscher Verein für das nördliche Schleswig blev stiftet i 1890 som en del af grænsekampen. Der blev afholdt tysk folkefest i 1893 på Kalvø og fra 1894 på Knivsbjerg. I 1895-1901 opførte man her et stort Bismarck-mindesmærke. Bismarcks statue blev i 1919 flyttet til Aschberg i Sydslesvig, men det 45 m høje tårn stod på Knivsbjerg indtil det blev sprængt af danske modstandsfolk i august 1945. På Dybbøl blev det preussiske sejsmonument Düppel-Denkmal sprængt i maj 1945, og Arnkil-Denkmal i juni 1945.
En særlig gruppe i mellemkrigstiden var de såkaldt blakkede (efter "blakket", dvs. grumset eller af uklar farve), som hverken var klart dansk- eller tysksindede. Både denne gruppe og det tyske mindretal var stærkest i "den skæve firkant" mellem Højer, Løgumkloster, Tinglev og grænsen.

### Det danske mindretal i Sydslesvig
Med genforeningen opgav de danske syd for grænsen indtil videre håbet om at komme tilbage til Danmark. I stedet organiserede de sig som mindretal. Det blev nu muligt at oprette danske skoler og organisere danskheden, i kraft af de friere forhold i Weimarrepublikken, men man blev fortsat udsat for repressalier. 70 % af de danske stemmer i Sydslesvig var faldet i Flensborg, og uden for Flensborg var mindretallet svagt. Det danske mindretal i Sydslesvig var langt mindre end det tyske mindretal nord for grænsen.
Helt enestående fik de danske skoler fortsat lov at eksistere efter nazismens magtovertagelse i 1933, og eleverne kunne blive fritaget for medlemskab i Hitlerjugend. Mindretallet var dog sat under pres, og medlemstallet af Den slesvigske Forening faldt. I 1936 var der blot ti danske skoler med 967 elever; ved krigens slutning 437. Flensborg Avis var den eneste fremmedsprogede avis i Nazityskland og ikke underlagt censur før ca. 1940. Avisen blev dog primært læst nord for grænsen.
Efter Tysklands nederlag i 1945 voksede det danske mindretal kraftigt, der kom krav om grænseflytning, og det danske mindretals arbejde bredte sig til hele Sydslesvig. Efter det tyske Wirtschaftswunder og København-Bonn-aftalerne i 1955 blev grænsekampen stort set opgivet.